# Aviazione dell'Esercito

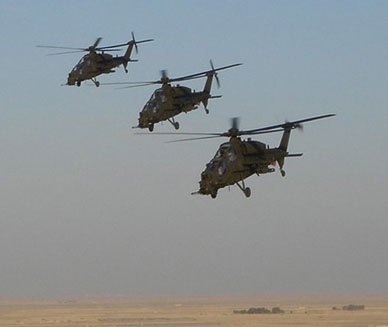
Tre elicotteri A129 "Mangusta" in Iraq.

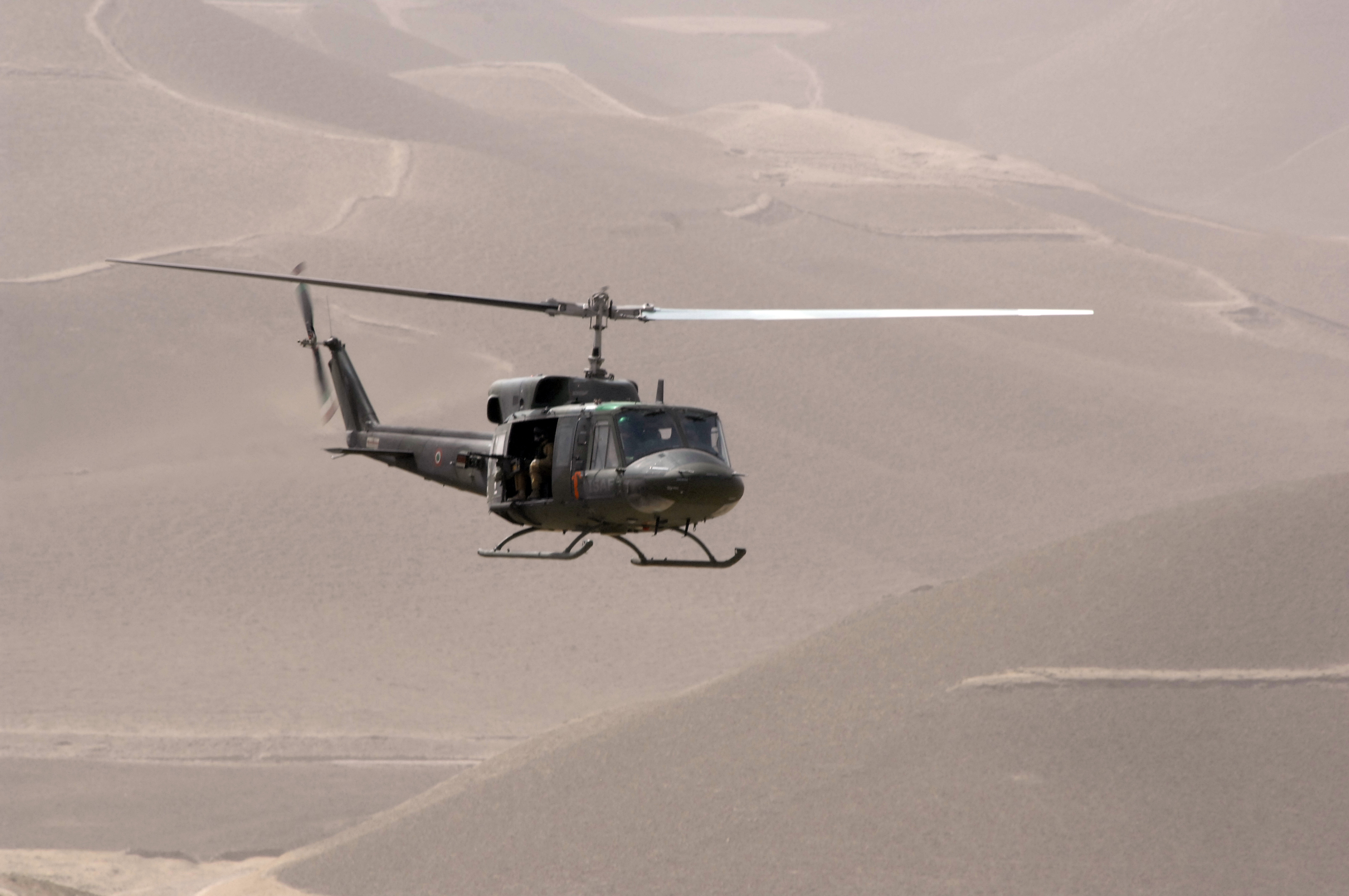
Un Agusta-Bell AB 212 dell'Aviazione dell'Esercito durante la missione International Security Assistance Force.

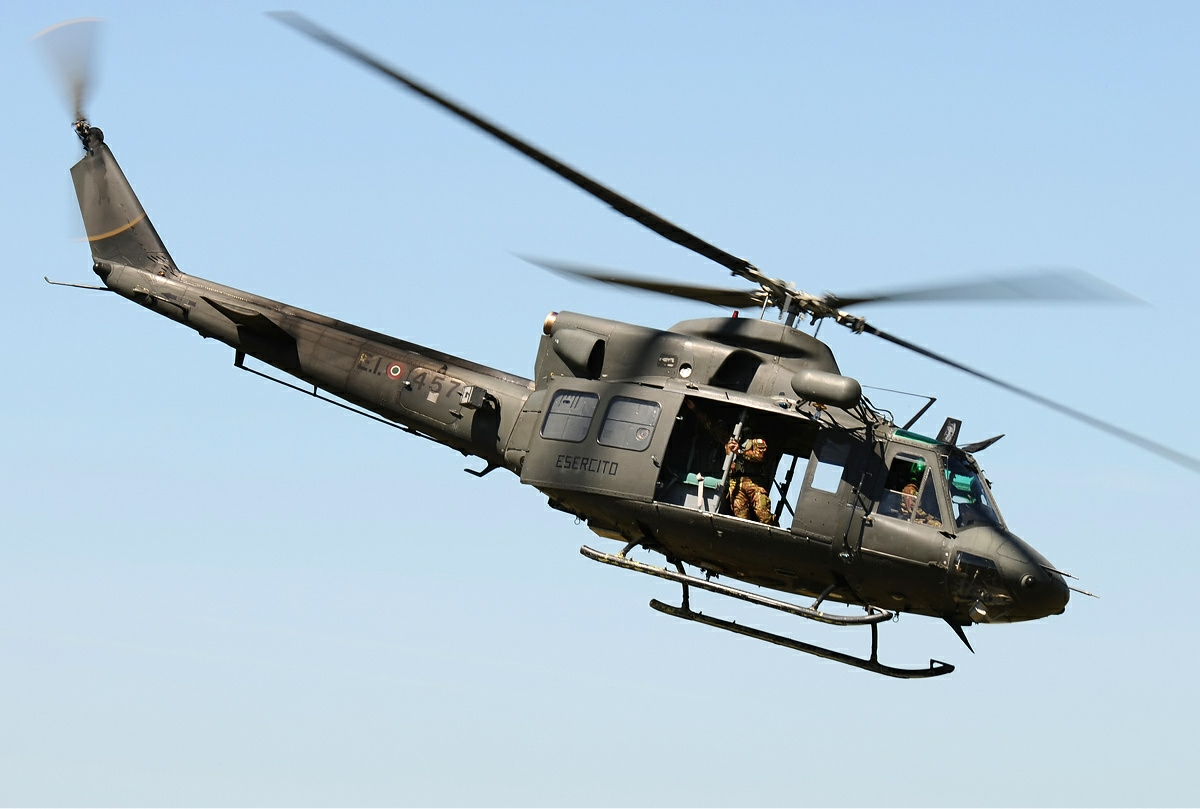
Un Agusta-Bell AB 412 dell'Esercito Italiano in volo.

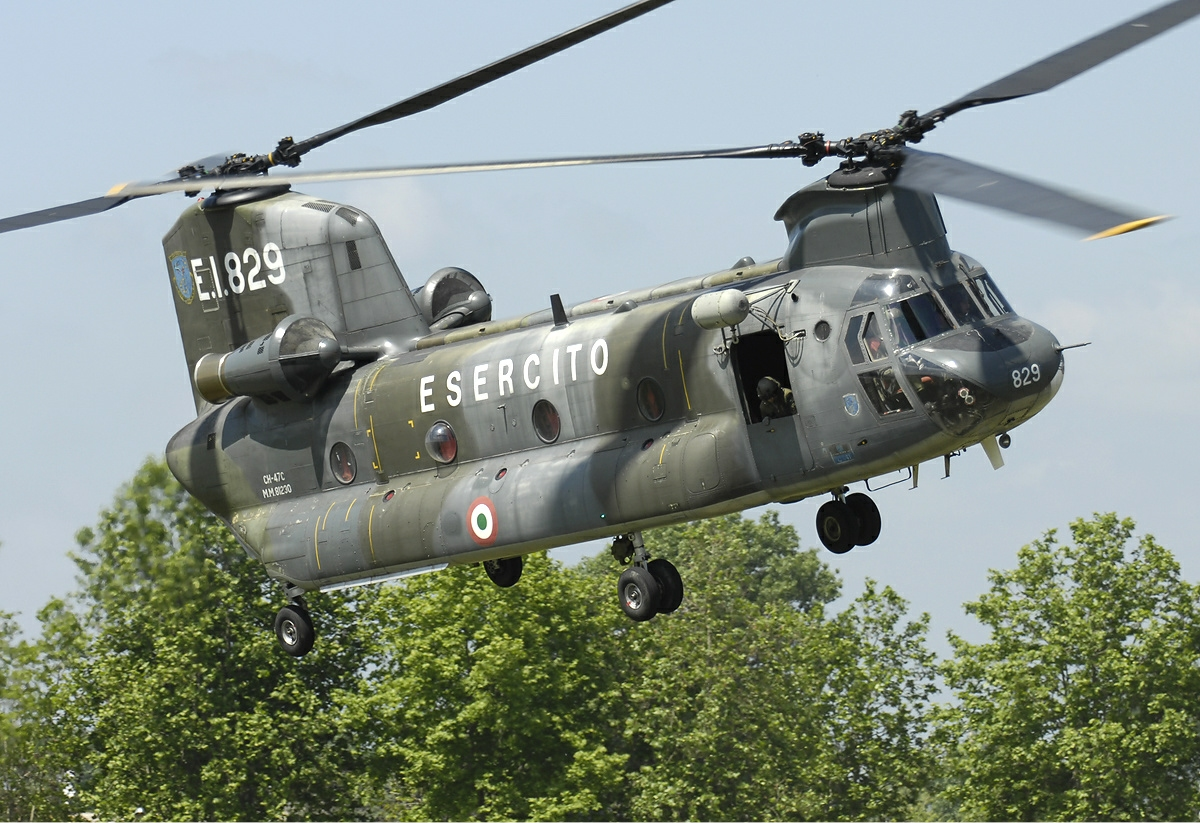
CH-47C Chinook dell'Esercito Italiano in volo

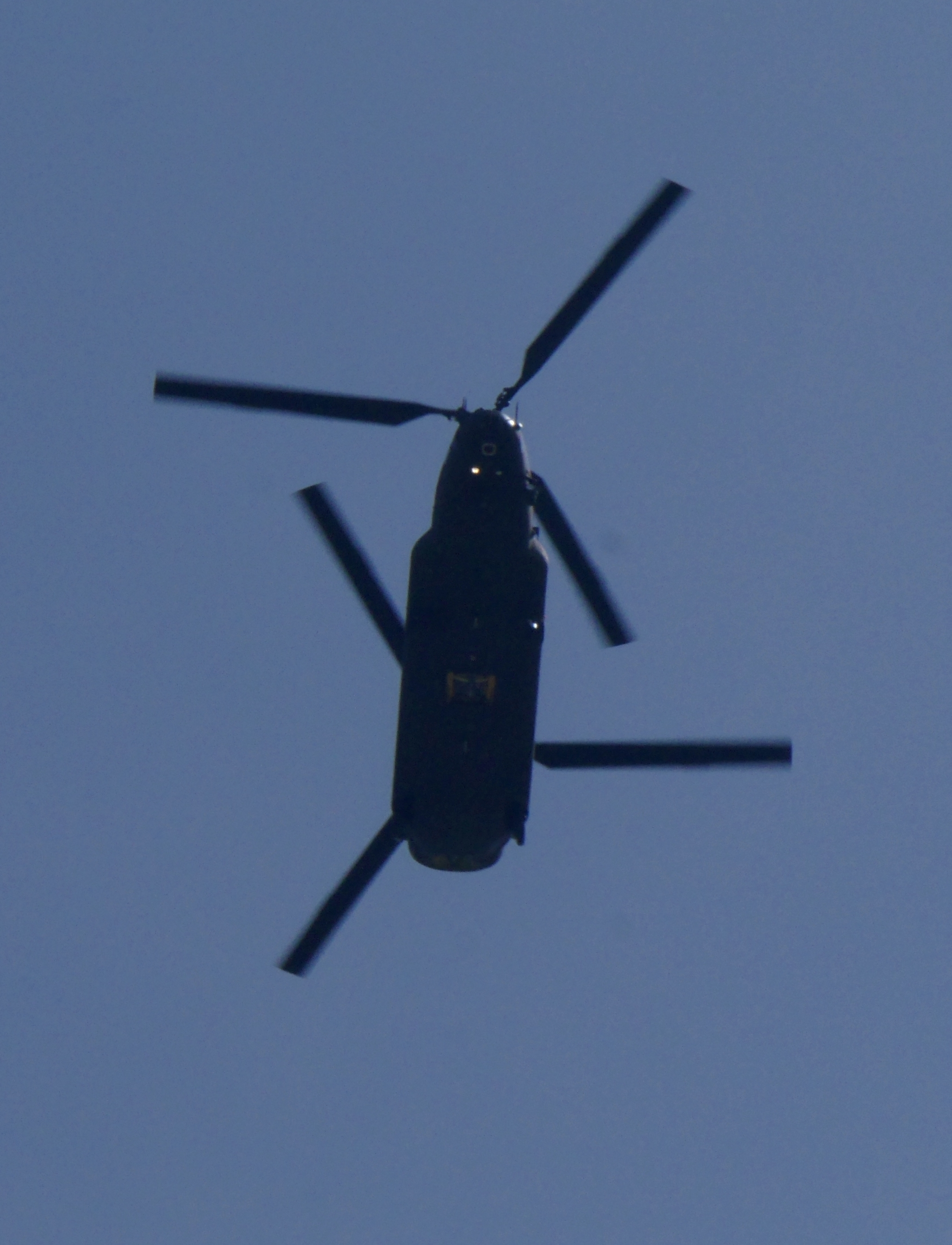
Coda e chiglia del Boeing CH-47 Chinook

Il Comando Aviazione dell'Esercito (AVES, chiamata in passato Aviazione leggera dell'Esercito ALE e, per un breve periodo, Cavalleria dell'aria) sovrintende alla componente aerea dell'Esercito Italiano. L'AVES è la più giovane specialità dell'Esercito Italiano ed è l'unica specialità della Forza Armata che non appartiene a nessuna Arma o Corpo dell'Esercito ma è formata da personale altamente qualificato proveniente da diversi Armi e specialità.
Il Comando AVES è stato costituito nel 2003.

## Storia
L'AVES è erede dei primi reparti di volo dell'Esercito della Grande Guerra, successivamente alla base della futura Aeronautica Militare e dell'Aviazione Ausiliaria del Regio Esercito.
Con la stesura del Trattato NATO, firmato il 4 aprile 1949 a Washington, l'Italia, che era tra i 12 Stati membri fondatori, cominciò ad usufruire di un programma di aiuti istituito dagli statunitensi per far fronte alle esigenze operative delle forze militari facenti parte dell'organizzazione. Benché l'Aeronautica Militare, che in virtù di una legge del 1937 deteneva il monopolio di tutti i velivoli militari, avesse esposto il suo parere negativo, nel 1950 vennero scelti quindici ufficiali dei vari reparti dell'Esercito per essere inviati negli Stati Uniti e ricevere una formazione per l'abilitazione al volo. Dopo gli esami che videro otto ufficiali superare il corso, venne assegnato all'Italia un quantitativo totale di 302 velivoli leggeri tra Piper L-18 ed L-21, dotazione surplus ex USAAF impiegati durante la Seconda guerra mondiale. Gli otto ufficiali costituirono il primo gruppo di istruttori che avrebbero poi formato nei reparti volo dell'Esercito Italiano le nuove generazioni di piloti.

### Costituzione
Il 10 maggio 1951 fu costituita presso la Scuola di Artiglieria di Bracciano con un campo di volo a Monte dell'Oro, il Reparto Aereo di Artiglieria, con compiti di osservazione aerea del tiro, controllo e guida di unità, trasporti di emergenza, collegamenti fra unità a terra, trasformato nel 1952 in Centro Addestramento Osservazione Aerea per l'Artiglieria (CAOAA), per l'istruzione di piloti e specialisti e contemporaneamente anche il Reparto riparazioni aerei leggeri (RRALE) per le riparazioni e la manutenzione dei velivoli presenti al campo di Monte dell'Oro. Venne così ufficialmente costituita l'Aviazione leggera dell'Esercito (ALE).
Nel 1954 furono istituite le prime Sezioni Aerei Leggeri (SAL) divenute poi nel 1956 Reparti Aviazione Leggera (RAL) nei quali furono ricomprese anche squadriglie di elicotteri. In quell'anno, fu varata una legge che limitava il monopolio dell'Aeronautica Militare ai soli velivoli ad ala fissa con peso superiore ai 1.500 chilogrammi, consentendo all'Esercito di costituire una propria componente aerea elicotteristica autonoma e la costituzione con velivoli L-21 di Sezioni aerei leggeri (SAL) assegnate ai comandi di corpo d'armata, di divisione e di brigata, e ai reggimenti di fanteria meccanizzata, di cavalleria e di artiglieria pesante e artiglieria pesante campale.
Nello stesso anno venne costituito a Casarsa della Delizia il Reparto sperimentale elicotteri con quattro elicotteri Agusta Bell AB 47 G2 Sioux, che nel 1958, con l'arrivo degli AB-47J Ranger, divenne la prima unità operativa su ala rotante dell'ALE prendendo il nome di 1º Reparto elicotteri ALE e contemporaneamente vennero istituiti il 2º Reparto elicotteri di Bolzano e il 2º Reparto riparazioni ALE a Bologna.
Nel gennaio 1959 venne ufficialmente istituito l'Ispettorato dell'ALE e nei mesi successivi il Centro addestramento osservazione aerea per l'artiglieria divenne Centro addestramento dell'aviazione leggera dell'Esercito (CAALE) e trasferito da Monte dell'Oro a Viterbo, ricevendo la bandiera di combattimento il 4 maggio dello stesso anno.
Agli inizi degli anni sessanta i velivoli presenti vennero affiancati dai Cessna L 19 E Bird Dog; nel 1963 arrivano 48 elicotteri Agusta Bell AB 204B Huey e nel 1965 105 AB 205 Huey. Con l'acquisizione nel 1963 degli AB-204B, il 1º Reparto elicotteri cambiò la sua denominazione in V REUG (Reparto elicotteri uso generale) mentre il 2º Reparto elicotteri di Bolzano cambiò la sua denominazione in IV Reparto elicotteri di uso generale. Contestualmente vennero costituiti i Reparti aviazione leggera (RAL) per corpi d'armata, divisioni e brigate con Sezioni aerei leggeri (SAL) equipaggiate con L 21B o L 19E, Sezioni aerei leggeri per Enti particolari equipaggiate con aerei leggeri L 21N e Sezioni elicotteri da ricognizione (SER) equipaggiate con elicotteri AB 47G/J.
Nel 1963 l'Aviazione dell'Esercito aveva la seguente struttura:
- I Reparto elicotteri di uso generale (REUG) per lo Stato maggiore dell'Esercito su AB 204/205
- III Reparto elicotteri di uso generale per il III Corpo d'armata
- IV Reparto elicotteri di uso generale per il IV Corpo d'armata alpino
- V Reparto elicotteri di uso generale per il V Corpo d'armata
- Reparto aviazione leggera per la IIIª Brigata missili
  - Sezione aerei leggeri, dotata di L-21B e L-19E
  - Sezione elicotteri da ricognizione, dotata di AB-47G/J
  - Sezione elicotteri di uso generale (SEUG), attivata nel 1966, dotata di AB 205
- Sezione elicotteri di uso generale per la Brigata paracadutisti "Folgore" (istituita nel 1966)
- Sezione elicotteri di uso generale per il Comando militare della Sardegna

Nel 1967 la componente elicotteristica venne potenziata con l'arrivo di 150 elicotteri Agusta Bell AB 206 Jet Ranger e tale incremento comportò la necessità di avere nuovi da addestrare e di specialisti, con i piloti che prima di entrare nel CAALE venivano inviati a frequentare la Scuola di volo elicotteri dell'Aeronautica militare italiana di Frosinone, mentre per le aumentate esigenze di manutenzione presso l'aeroporto di Orio al Serio venne costituito il 3° RRALE.
Nel 1971 tutti i componenti dell'ALE vennero dotati di basco e mostreggiature azzurre; nel 1973 la componente elicotteristica vide l'arrivo del primo di 24 elicotteri da trasporto Boeing CH-47 Chinook, mentre nel 1975 con l'entrata in servizio del primo di 80 aerei leggeri SIAI-Marchetti SM-1019, aereo da collegamento che ha progressivamente sostituito gli L-19 e gli L-21, venne avviato il rinnovamento della componente ad ala fissa.

#### L'Aviazione dell'Esercito alla fine degli anni ottanta
Alla fine degli anni ottanta, l'Aviazione dell'Esercito era così strutturata: 
| Comando superiore                 | Unità dell'Aviazione dell'Esercito | Aeroporto | Equipaggiamento                                                             |
| --------------------------------- | --- | --- | --------------------------------------------------------------------------- |
| SME Roma                          | 1º Raggruppamento Antares - 11º Gruppo Squadroni Ercole - 12º Gruppo Squadroni Gru - 51º Gruppo Squadroni Leone - Centro di formazione                                              | Viterbo - Viterbo - Viterbo - Viterbo                                                                                      | - 30 CH-47C - (Quadro) - 12 AB412                                           |
| III Corpo d'armata Milano         | 3º Raggruppamento Aldebaran - 23º Gruppo Squadroni Eridano - 46º Gruppo Squadroni Sagittario - 53º Gruppo Squadroni Cassiopea                                                       | Milano-Bresso - (Vercelli) - Vercelli - (Padova)                                                                           | - 18 AB206 - 6 AB206, 6 AB205 - 12 AB205                                    |
| IV Corpo d'armata Bolzano         | 4º Raggruppamento "Altair" - 24º Gruppo Squadroni Orione - 34º Gruppo Squadroni Toro - 44º Gruppo Squadroni Fenice - 54º Gruppo Squadroni Cefeo                                     | Bolzano - Bolzano - Venaria Reale (Pollein) - Belluno - Bolzano                                                            | - 6 AB206, 6 SM-1019 - 6 AB206, 6 AB205 - 6 AB206, 6 AB205 - 18 AB205       |
| V Corpo d'armata Vittorio Veneto  | 5º Raggruppamento Rigel - 25º Gruppo Squadroni Cigno - 47º Gruppo Squadroni Levrieri - 48º Gruppo Squadroni Pavone - 49º Gruppo Squadroni Capricorno - 55º Gruppo Squadroni Dragone | Casarsa della Delizia - Casarsa della Delizia - Treviso - Campoformido - Casarsa della Delizia - Casarsa (Vittorio Veneto) | - 18 AB206 - 6 AB205, 6 A109 - 6 AB205, 6 A109 - 6 AB205, 6 A109 - 18 AB205 |
| Brigata paracadutisti "Folgore"   | 26º Gruppo Squadroni Giove | Pisa | 6 AB206, 6 AB205                                                            |
| Regione Militare Tosco-Emiliana   | 27º Gruppo Squadroni Mercurio | Aeroporto di Firenze | 6 AB206, 6 SM.1019                                                          |
| Regione Militare Centrale         | 28º Gruppo Squadroni Tucano | Roma Urbe | 6 AB206, 6 SM.1019                                                          |
| Regione Militare Sud              | 20º Gruppo Squadroni Andromeda | Salerno-Pontecagnano | 6 AB206, 6 AB212, 6 SM.1019                                                 |
| Regione Militare della "Sicilia"  | 30º Gruppo Squadroni Pegaso | Catania-Fontanarossa | 6 AB206, 6 AB212, 6 SM.1019                                                 |
| Regione Militare della "Sardegna" | 21º Gruppo Squadroni Orsa Maggiore | Cagliari-Elmas | 6 AB206, 6 AB205, 6 SM.1019                                                 |

### La brigata
Nel 1975 l'Esercito Italiano venne sottoposto ad un radicale processo di ristrutturazione passando dal livello ordinativo reggimentale a quello di brigata e tale ristrutturazione riguardò anche l'ALE con la soppressione di RAL e REUG e la costituzione di Raggruppamenti e Gruppi Squadroni i quali, oltre al numero ordinativo, portavano il nome di una stella o di una costellazione.
Nel 1976 venne formato a Viterbo il 4° RRALE e, nello stesso anno, si ebbe l'arrivo del primo di 22 elicotteri Agusta A 109 Hirundo, utilizzato per la sperimentazione del lancio di missili controcarri BGM-71 TOW.
Nel 1983 vennero acquisiti 14 elicotteri Agusta Bell AB 212 Twin Huey, mentre nel 1984 furono dismessi gli AB 47
In questo periodo fu costituita anche l'Associazione nazionale Aviazione dell'Esercito che cura la pubblicazione della rivista Il Basco Azzurro.
Nel 1987 entrò in servizio il primo di 24 elicotteri AB 412 mentre nel 1988 fu ritirato dal servizio l'elicottero AB 204 e nel 1989 entrò in servizio il primo di 60 Agusta A 129 Mangusta, elicottero da attacco di concezione e fabbricazione completamente italiana e furono poi acquistati tre aerei da collegamento Dornier DO 228 e tre Piaggio P180 Avanti.

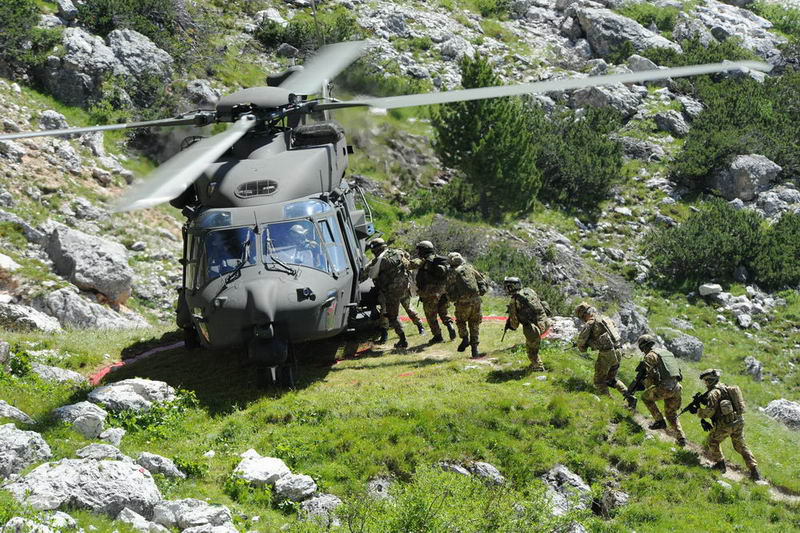
NH 90 del 4° Aves in missione di addestramento

### L'AVES
Il 12 giugno 1993 in virtù della legge che fece decadere i limiti di peso di 1.500 chilogrammi, fino ad allora imposti dall'Aeronautica Militare, e a seguito di ristrutturazione degli organici dell’Esercito, l'ALE perse l'aggettivo "leggera", e fu così denominata Aviazione dell’Esercito (AVES).
Il 31 ottobre 1997 passò alle dipendenze del Comando dei Supporti Forze Operative Terrestri (COMSUP).
Nel 1999 la situazione dell'Aviazione dell'Esercito era la seguente:
- Base di Viterbo
  - Comando AVES
  - Centro AVES
  - 1º Reggimento AVES "Antares"
  - 4º Reggimento di sostegno AVES "Scorpione"
- CH 47 AgustaWestland, in livrea blu per i trent'anni dell 1º Rgt. "ANTARES" dell'Aviazione dell'Esercito al museo del volo VolandiaBase di Sant'Eufemia di Lamezia (CZ)
  - 2º Reggimento AVES "Sirio"

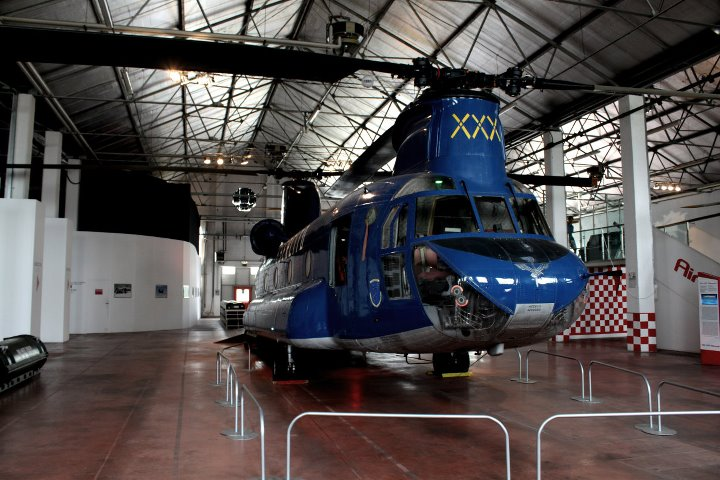
CH 47 AgustaWestland, in livrea blu per i trent'anni dell 1º Rgt. "ANTARES" dell'Aviazione dell'Esercito al museo del volo Volandia

  - Base di supporto di Pontecagnano Faiano (SA)
  - Base di supporto di Fontanarossa (CT)
- Base di Bolzano
  - 4º Reggimento AVES "Altair"
  - Base di supporto di Pollein (AO)
  - Base di supporto di Venaria Reale (TO)
  - Base di supporto di Dobbiaco (BZ)
- Base di Casarsa della Delizia (PN)
  - 5º Reggimento AVES "Rigel"
- Base di Rimini
  - 7º Reggimento AVES "Vega" (Brigata aeromobile "Friuli")
- Base di Elmas (CA)
  - 21º Gruppo Squadroni AVES "Orsa Maggiore"
- Base di San Giusto (PI)
  - 26º Gruppo Squadroni AVES "Giove"
- Base di Urbe (RM)
  - 28º Gruppo Squadroni AVES "Tucano"
- Base di Alghero
  - 39º Gruppo Squadroni AVES "Drago"
- Base di Padova
  - 551º Squadrone (Gruppo SOATCC - SOttosistema di Avvistamento Tattico Controaerei Controllo AVES)
- Base di Manziana (RM)
  - 1º Reggimento di sostegno AVES "Idra"
- Base di Bologna
  - 2º Reggimento di sostegno AVES "Orione"
- Base di Orio al Serio (BG)
  - 3º Reggimento di sostegno AVES "Aquila"

Nel gennaio del 2000, a seguito del decreto ministeriale della Difesa del 1º giugno 1999, l'Aviazione dell'Esercito diventò una Specialità dell'Arma di Cavalleria, assumendo la denominazione di Cavalleria dell’Aria (nell'Arma di Cavalleria) fino al 3 novembre 2003 quando ritornò a costituirsi e ad essere denominata Aviazione dell’Esercito.

### Il Comando
Il 1º dicembre 2003 fu istituito il Comando Aviazione dell'Esercito con alle dipendenze la Brigata Aves e il Gruppo di sostegno. Nel 2014 viene costituito il 3º reggimento elicotteri operazioni speciali "Aldebaran", alle dipendenze della brigata, per passare nel 2016 alle dirette dipendenze del Comando aviazione dell'esercito.
Nel 2019 il Gruppo diviene Brigata di Sostegno, mentre la Brigata Aves perde i reggimenti operativi che passano alla Brigata aeromobile "Friuli" che viene posta il 25 febbraio 2022 alle dipendenze del Comando AVES.

## Compiti
L'Aviazione dell'Esercito è costituita dal complesso dei reparti che impiegano gli aeromobili di cui l'Esercito dispone in proprio per il soddisfacimento delle sue esigenze più immediate e più minute: elicotteri da trasporto,da ricognizione e da attacco oltre che velivoli ad ala fissa con i quali possono essere assolti compiti di osservazione del tiro, ricognizione, esplorazione, collegamento e combattimento.
L'Aviazione dell'Esercito svolge quindi attività di supporto aderenti alle forze di terra; non svolge quindi operazioni di supremazia aerea poiché attività peculiare dell'Aeronautica Militare.
L'Aviazione dell'Esercito è affidata completamente a personale dell'Esercito. Tale caratteristica permette un più intimo collegamento fra le truppe operanti a terra e quelle del cielo, che sono perfettamente a conoscenza dei sistemi e degli scopi che le prime si ripromettono.
Il ritmo operativo e le accentuate esigenze di comando, di collegamento e di manovra in ampi spazi trovano pertanto nell'AVES uno strumento di altissime prestazioni.

## Organizzazione

### Il Comando AVES
L'AVES è coordinata dal Comando Aviazione dell'Esercito. Ha sede a Viterbo ed è alle dipendenze del COMFOTER.

### Reparti dipendenti
Brigata aeromobile "Friuli"
La Brigata aeromobile "Friuli" ha sede a Bologna ed è passata il 25 febbraio 2022 alle dipendenze del comando AVES.
- 87º Reparto Comando e Supporti Tattici "Friuli" (Bologna)
- 1º Reggimento AVES "Antares" (Viterbo)
  - 11º Gruppo squadroni AVES "Ercole" (Viterbo)
  - 28º Gruppo squadroni AVES "Tucano" (Viterbo)
  - 51º Gruppo squadroni AVES "Leone" (Viterbo)
- 2º Reggimento AVES "Sirio" (Lamezia Terme)
  - 21º Distaccamento permanente AVES "Orsa Maggiore" (Cagliari-Elmas)
  - 30º Gruppo squadroni AVES "Pegaso" (Lamezia Terme)
- 3º Reggimento elicotteri operazioni speciali AVES "Aldebaran" (TIER 2) (Viterbo)
  - 26º Gruppo squadroni AVES "Giove" (Viterbo)
- 4º Reggimento AVES "Altair" (Bolzano)
  - 34º Distaccamento permanente AVES "Toro" (Venaria Reale)
  - 54º Gruppo squadroni AVES "Cefeo" (Bolzano)
- 5º Reggimento AVES "Rigel" (Casarsa della Delizia, PN)
  - 27º Gruppo di volo "Mercurio"
  - 49º Gruppo di volo "Capricorno"
- 7º Reggimento AVES "Vega" (Rimini)
  - 25º Gruppo di volo "Cigno"
  - 48º Gruppo di volo "Pavone"
- 66º Reggimento fanteria aeromobile "Trieste" (Forlì)

 Brigata sostegno AVES (Viterbo)
La Brigata Sostegno Aviazione dell'Esercito nel 2019 ha sostituito il Gruppo Sostegno:
- 1º Reggimento di sostegno AVES "Idra" (Bracciano, Roma)
- 2º Reggimento di sostegno AVES "Orione" (Bologna)
- 3º Reggimento di sostegno AVES "Aquila" (Orio al Serio, Bergamo)
- 4º Reggimento di sostegno AVES "Scorpione" (Viterbo)

 Centro addestrativo AVES (Viterbo)
- Reparto Comando e Supporti Tattici “AVES”[12]
- 1º Gruppo Squadroni AVES "Auriga" (Viterbo)

## Il comandante
- Nel 2003, alla costituzione del comando, l'AVES era guidata dal generale di divisione Luigi Chiavarelli.
- Dal 2005 al 2013 l'AVES è stata comandata dal generale di corpo d'armata Enzo Stefanini
- Dal 1º marzo 2013 era comandante il generale di divisione Giangiacomo Calligaris, deceduto il 23 gennaio 2014 in un incidente durante un volo di addestramento, in cui perse la vita anche il giovane tenente Paolo Lozzi, a bordo di un elicottero AB 206 in località Pian della Selva, Tuscania
- Il 29 gennaio 2014 assunse il comando in sede vacante il generale Luigi Francavilla
- Il 10 settembre 2014 assunse il comando il generale di divisione Antonio Bettelli
- il 24 marzo 2017 assunse il comando il generale di divisione Paolo Riccò.
- il 5 novembre 2021 assunse il comando il generale di divisione Andrea Di Stasio.
- Dal 12 aprile 2024 è Comandante il Generale di divisione  Salvatore Annigliato.

## Mezzi aerei
Sezione aggiornata annualmente in base al World Air Force di Flightglobal del corrente anno. Tale dossier non contempla UAV, aerei da trasporto VIP ed eventuali incidenti accorsi durante l'anno della sua pubblicazione. Modifiche giornaliere o mensili che potrebbero portare a discordanze nel tipo di modelli in servizio e nel loro numero rispetto a WAF, vengono apportate in base a siti specializzati, periodici mensili e bimestrali. Tali modifiche vengono apportate onde rendere quanto più aggiornata la tabella.
| Aeromobile                     | Origine        | Tipo                                                             | Versione (denominazione locale) | In servizio (2024) | Note | Immagine |
| Aerei da trasporto             |                |                                                                  |                                 |                    | |          |
| Piaggio P180 Avanti            | Italia         | aereo da trasporto                                               | P.180M                          | 3                  | In uso al 28º Gruppo Squadroni “Tucano” |          |
| Dornier Do 228                 | Germania       | aereo da trasporto leggero                                       | UC-228 (Do 228-212)             | 3                  | 3 esemplari consegnati e tutti aggiornati dalla tedesca RUAG. In uso al 28º Gruppo Squadroni “Tucano” |          |
| Elicotteri                     |                |                                                                  |                                 |                    | |          |
| AgustaWestland AW129 Mangusta  | Italia         | elicottero d'attaccoelicottero da addestramento al combattimento | AH-129DAH-129C                  | 325                | 65 A-129 Mangusta consegnati a partire dal 1990. 32 AH-129D operativi e 16 AH-129C utilizzati per l'addestramento, in servizio al dicembre 2016. |          |
| Agusta-Bell AB-205             | Stati Uniti    | elicottero utility                                               | AB-205AAB-205A1AB-205B          | 37                 | 115 consegnati (27 AB-205A, 85 AB-205A1, 3 AB-205B) a partire dal 1966. |          |
| Agusta-Bell AB-206             | Stati Uniti    | elicottero utility                                               | AB-206C-1                       | 29                 | 150 consegnati (16 AB206A e 134 AB206A-1) a partire dal 1969. |          |
| Agusta-Bell AB-212             | Stati Uniti    | elicottero utility                                               | AB-212                          | 8                  | 19 AB-212 consegnati dal 1983. |          |
| Agusta-Bell AB-412             | Stati Uniti    | elicottero utility                                               | AB-412HP                        | 20                 | 24 AB-412 consegnati a partire dal 1987. |          |
| Boeing CH-47 Chinook           | Stati Uniti    | elicottero da trasporto pesante                                  | CH-47C+ICH-47FH                 | 21                 | 40 CH-47C ordinati, 6 prodotti da Boeing-Vertol e 34 assemblati in Italia dalla Elicotteri Meridionali, che furono consegnati a partire 16 febbraio 1973. In seguito, dodici di questi furono convertiti allo standard CH-47C+. 16 ICH-47F ordinati nel maggio del 2009 per sostituire i CH-47C, i primi due dei quali furono consegnati il 2 ottobre 2014.                                                                     |          |
| NHIndustries NH90              | Italia Francia | elicottero da trasporto medio                                    | UH-90A TTH                      | 59                 | 60 NH-90TTH ordinati. Un esemplare è precipitato a giugno del 2008. L'ultimo dei 60 esemplari è stato consegnato il 25 novembre 2022. |          |
| AgustaWestland AW169           | Italia         | elicottero da osservazioneelicottero da addestramento            | UH-169DUH-169B                  | 12                 | 2 AW169 ABC (Addestramento Basico Commerciale) ordinati il 20 dicembre 2019, più ulteriori 15 AW169MA (Multiruolo Avanzato) che saranno consegnati a partire dal 2023. Nel 2021 è seguita l'approvazione di una seconda tranche per complessivi 33 esemplari. Il primo dei due AW169 ABC, ridesignati dall'esercito UH-169B è stato consegnato il 10 luglio 2020. Primo UH-169D dotato di pattini consegnato il 28 aprile 2025. |          |
| Aeromobili a pilotaggio remoto |                |                                                                  |                                 |                    | |          |
| AeroVironment RQ-11 Raven      | Stati Uniti    | Micro-APR                                                        | RQ-11B/C “RAVEN B/DDL”          | s. n.              | In uso al 28º Gruppo Squadroni “Tucano” e al Task group "Fenice" (Herat) |          |
| AAI RQ-7 SHADOW 200            | Stati Uniti    | UAV                                                              | RQ-7C                           | 16                 | 4 sistemi con 16 RQ-7C Shadow 200 ordinati ad agosto 2010. In uso al 28º Gruppo Squadroni “Tucano” e al Task group "Fenice" (Herat) |          |

### Aeromobili futuri
Leonardo AW249 Fenice 

### Aeromobili ritirati
- Agusta A109A EC-1 - 5 esemplari (1976-2021)[18][45][46]
- Agusta A109CM EOA-1/EOA-2 - 24 esemplari (1988-2021)[18][45][46]
- Aer Lualdi L-59 - 1 prototipo (1960-?)[47]
- Agusta Bell EM-1 (AB-204B) - 48 esemplari (1963-1989)
- Agusta Bell ERI-1 (AB-47G-2) - 10 esemplari (1956-1970)
- Agusta Bell ERI-1 (AB-47G-3B) - 8 esemplari (1956-1970)
- Agusta Bell ERI-1 (AB-47G-3B-1) - 33 esemplari (1956-1970)
- Agusta Bell ERI-2 (AB-47J) - 17 esemplari (1958-1984)
- Bell OH-13H - 13 esemplari (1976-1984)[48]
- Cessna AL-1 (O-1E) - 44 esemplari (1963-1976)
- Piper L-18C - 65 esemplari(1951-1979)
- Piper L-21B - 237 esemplari(1954-1980)
- SIAI-Marchetti AL-2 (SM.1019E) - 86 esemplari (1975-1990)